# Cercle Brugge
Cercle Brugge K.S.V. er den 12. ældste belgiske fodboldklub og blev grundlagt d. 9. april 1899. Klubben vandt sit første nationale mesterskab i 1911. Klubben spiller sine hjemmekampe på Jan Breydel Stadion, som de deler med lokalrivalerne Club Brugge K.V. Jan Breydel Stadion har knap 30.000 siddepladser og blev brugt under EM i fodbold 2000.
Mange kendte spillere har haft deres gang i Cercle, mest kendt i Danmark er naturligvis Benny Nielsen og Morten Olsen.

## Titler
- Belgiske mesterskaber (3): 1911, 1927 og 1930
- Belgiske pokalturnering (2): 1927 og 1985

## Danske spillere
- Morten Olsen (1972-1976) – 132 kampe / 8 mål
- Benny Nielsen (1971-1974) – 79 kampe / 21 mål

## Europæisk deltagelse
| Sæson   | Runde    | Modstander     | Hjemme | Ude | Kommentar                 |
| ------- | -------- | -------------- | ------ | --- | ------------------------- |
| 1985-86 | 1. runde | Dynamo Dresden | 3-2    | 1-2 | Udgået ved mål på udebane |
| 1996-97 | 1. runde | Brann Bergen   | 3-2    | 0-4 | -                         |

| Sæson   | Runde      | Modstander               | Hjemme | Ude | Kommentar                 |
| ------- | ---------- | ------------------------ | ------ | --- | ------------------------- |
| 2010-11 | 2. kvalif. | Turun Palloseura         | 1-0    | 1-2 | Videre ved mål på udebane |
| 2010-11 | 3. kvalif. | Anorthosis Famagusta     | 1-0    | 1-3 | -                         |
| 2024-25 | 2. kvalif. | 🏴󠁧󠁢󠁳󠁣󠁴󠁿 Kilmarnock            | 1-0    | 1-1 | -                         |
| 2024-25 | 3. kvalif. | 🇳🇴Molde                  | 1-0    | 0-3 | -                         |
| 2024-25 | Play-off   | 🇵🇱 Wisła Kraków          | 4-1    | 6-1 | -                         |
| 2024-25 | Gruppespil | 🇨🇭 St Gallen             | 6-2    | -   | -                         |
| 2024-25 | Gruppespil | 🇮🇸 Vikingur Reykjavik    | -      | 1-3 | -                         |
| 2024-25 | Gruppespil | 🇦🇹 LASK                  | -      | 0-0 | -                         |
| 2024-25 | Gruppespil | 🏴󠁧󠁢󠁳󠁣󠁴󠁿 Hearts                | 2-0    | -   | -                         |
| 2024-25 | Gruppespil | 🇸🇮 Olimpija Ljubljana    | -      | 4-1 | -                         |
| 2024-25 | Gruppespil | 🇹🇷 Istanbul Basaksehir   | 1-1    | -   | -                         |
| 2024-25 | 1/8 finale | 🇵🇱 Jagiellonia Białystok | 2-0    | 0-3 | -                         |

51°11′35.78″N 3°10′50.10″Ø / 51.1932722°N 3.1805833°Ø
| Fodbold | Spire Denne artikel om en fodboldklub er en spire som bør udbygges. Du er velkommen til at hjælpe Wikipedia ved at udvide den. |